# Ручір Шарма
Ручір Шарма  (англ. Ruchir Sharma)  — індійський інвестор, автор низки публікацій про світову економіку та політику. Головний глобальний стратег і керівник групи з інвестицій на ринках, що розвиваються компанії «Morgan Stanley Investment Management». Наразі володіє активами у розмірі 20 мільярдів доларів. Давній оглядач економічних газет та журналів по всьому світу. Шарма також є автором книги «Злет і занепад країн. Хто виграє і програє на світовій арені» (українською мовою перекладено та опубліковано в 2018 році видавництвом «Наш Формат») та «Breakout Nations».

## Кар'єра та публікації
За словами Ручіра, перші свої шкільні роки він провів в Мумбаї, Делі та Сінгапурі. Освіту отримав у Торговому коледжі Шрі Рам в Нью-Делі, потім приєднався до компанії з торгівлі цінними паперами. В 1991 році писав про інвестиції, торгівлю та подорожі спочатку для «The Observer», а потім для «The Economic Times of India». Його праці привернули увагу Моргана Стенлі, який найняв його у свій офіс в Мумбаї в 1996 році.
У 2002 році Шарма переїхав до офісу в Нью-Йорку, який до цього дня залишається його базою. У 2006 році він став головою «Morgan Stanley Investment Management».
Ручір Шарма є автором кількох відомих книг з економіки. Зокрема, у «Breakout Nations» (Norton/Allen Lane, квітень 2012) він ділиться власними поглядами на ринки, що розвиваються та враженнями від подорожей цими країнами. Продаж книги побив усі рекорди, а саме видання стало міжнародним бестселером. Отримавши світову славу, Шарма друкується в «The Economic Times», став постійним оглядачем «Newsweek International», а також співробітником «Wall Street Journal» та інших глобальних ЗМІ.
У червні 2016 року «W. W. Norton & Company» опублікувала книгу «Злет і занепад країн. Хто виграє та програє на світовій арені», яка швидко стала бестселером New York Times.
Остання робота Ручіра — книга «Democracy on the Road: A 25-Year Journey through India», випущена в лютому 2019 року видавництвом «Penguin Books». У виданні розповідається про річну подорож Шарми Індією.

## Нагороди
У 2015 році агентство «Bloomberg Markets» назвало Шарму одним з 50 найвпливовіших людей планети.
У червні 2013 року «Outlook» визнав його одним з 25 найрозумніших індійців світу.
У 2012 році Шарма був визнаний одним із провідних світових мислителів за версією журналу «Foreign Policy».
В 2012 році книга «Breakout Nations» стала бестселером № 1 в Індії. У цьому ж році компанія «Foreign Policy» внесла видання до списку бажаних для прочитання. Книга також стала однією з найбільш продаваних в США.

## Особисте життя
Ручір Шарма захоплюється політикою та спринтом. Намагається тренуватися 6 днів на тиждень, незалежно від того, подорожує він чи ні. У 2011 році брав участь в естафеті від Індії на «World Masters» — міжнародному змаганні для спортсменів старше 35 років в Сакраменто, штат Каліфорнія. Ручір не одружений, живе в Нью-Йорку.

## Переклад українською
- Ручір Шарма. Злет і занепад країн. Хто виграє і програє на світовій арені / пер. Андрій Іщенко . - К.: Наш Формат, 2018. - с. 408. - ISBN 978-617-7552-63-4.